# Mariechen von vorn
Mariechen von vorn, Mariechen vorwärts oder Die gute Reihe ist ein einfaches Würfelspiel mit einem einzelnen Würfel und einem Würfelbecher für beliebig viele Mitspieler. Eine Variante des Spiels stellt Mariechen von hinten oder Mariechen rückwärts dar, das sich nur in der Reihenfolge der benötigten Würfe unterscheidet.

## Spielweise

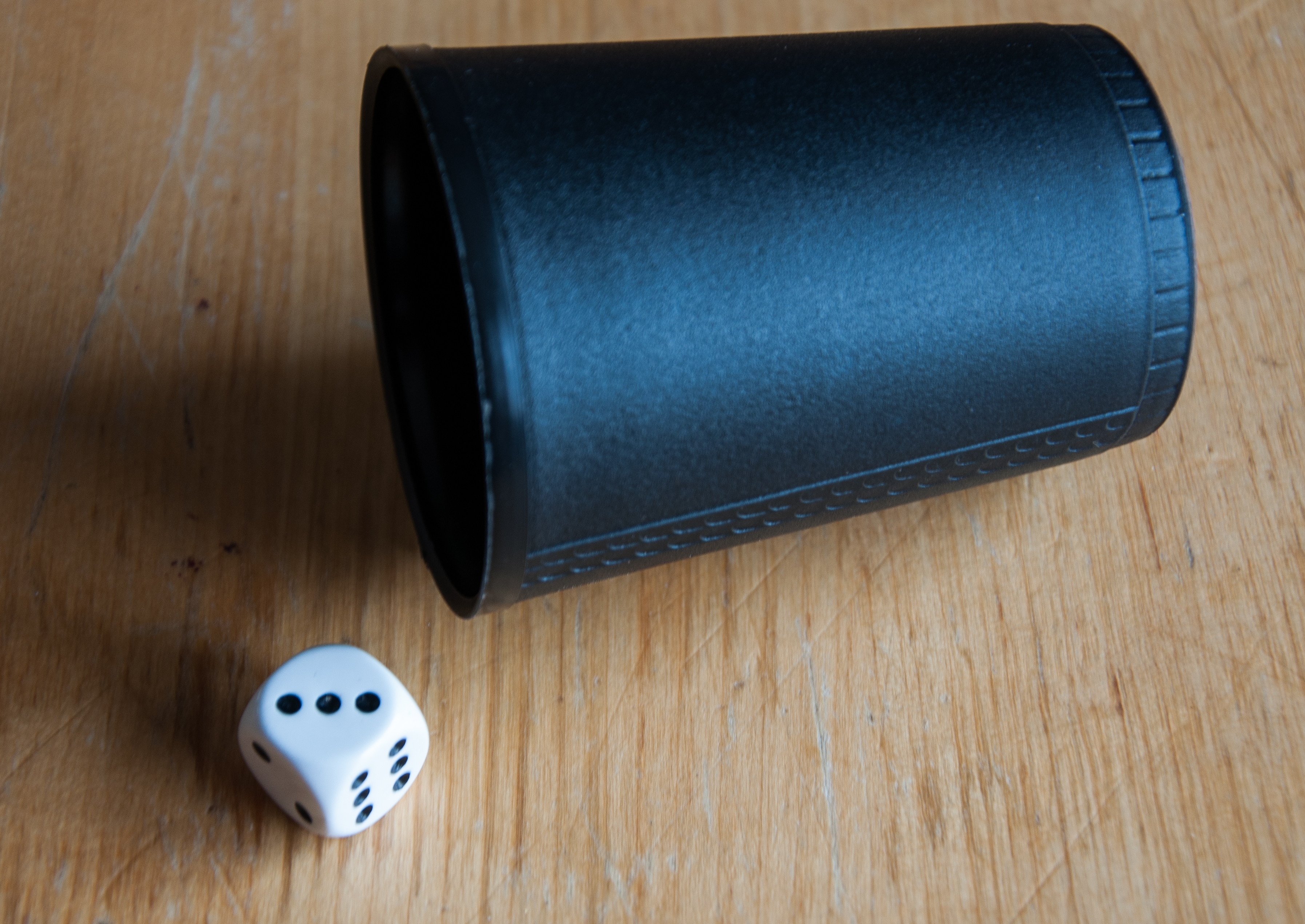
Mariechen wird mit einem einzelnen Würfel und Würfelbecher gespielt. Eine geworfene Drei wie auf dem Bild wird bei Mariechen von vorn nur dann angerechnet, wenn sie beim dritten Wurf gefallen ist; bei Mariechen von hinten müsste sie beim vierten Wurf fallen, um gezählt zu werden.

Das Spiel wird reihum gespielt. Jeder Spieler würfelt insgesamt sechsmal und versucht, jeweils die Augenzahl zu werfen, die dem Wurf entspricht. Dabei sollte also beim ersten Wurf eine Eins, beim zweiten eine Zwei etc. gewürfelt werden. Die gelungenen Würfe werden addiert, der Rest verfällt. Verlierer ist der Spieler mit den wenigsten und Gewinner der mit den meisten Punkten. Bei einem Gleichstand gewinnt der Spieler, der den höchsten Einzelwurf nachweisen kann.
In der Variante Mariechen von hinten gelten die gleichen Regeln, allerdings sollte hier beim ersten Wurf eine Sechs, beim zweiten eine Fünf etc. geworfen werden.
Für beide Varianten gibt es die Möglichkeit, mit Schikanen zu spielen. In dieser Variante darf alternativ zur obenliegenden Augenzahl die verdeckte Augenzahl auf der Tischplatte gutgeschrieben werden. Wird also bei Mariechen von vorn beim ersten Wurf eine Eins gewürfelt, kann der Spieler wählen, ob er eine Eins oder eine Sechs notieren möchte.

## Belege
1. 1 2 3  „Mariechen von vorn“, „Mariechen von hinten“ In: Erhard Gorys: Das Buch der Spiele. Manfred Pawlak Verlagsgesellschaft, Herrsching o. J.; S. 401.
2. 1 2 3 4  „Mariechen von vorn“, „Mariechen von hinten“ In: Robert E. Lembke: Das große Haus- und Familienbuch der Spiele. Lingen Verlag, Köln o. J.; S. 247.
3. ↑  „Die gute Reihe“ In: Robert E. Lembke: Das große Haus- und Familienbuch der Spiele. Lingen Verlag, Köln o. J.; S. 240/241. (Lembke beschreibt das Spiel in seinem Buch zwei Mal unter verschiedenen Namen mit nahezu identischen Regeln)